# مکتب شهرسازی اصفهان
مکتب اصفهان (سده یازدهم تا آغاز سده سیزدهم هـ .ق.) یکی از مکاتب معماری و شهرسازی ایرانی است.

## پیشینه
با انقراض حکومت مغولان، رشد مذهب شیعه نخست با نهضت سربداران شروع شد و سپس با استقرار دولت صفوی به بار نشست. حکومت صفوی با تکیه بر مفاهیم عرفانی از سویی، و تکیه بر تعابیر و تفاسیر شریعت از دیدگاه مذهب شیعه از سویی دیگر، موفق شد تا پایگاه اجتماعی بسیار گسترده‌ای را در پهنه‌ای وسیع به دست آورد و بدین‌سان متمرکزترین دولت ایرانی دوره اسلامی را بعد از دولت قاهر ساسانی شکل دهد. 
دولت صفوی بنا به سنتهای کهن، سازماندهی، راه‌اندازی و ایجاد تأسیسات و تجهیزات زیرساختی را بر عهده گرفت و رشد این تأسیسات، رونق شهرگرایی و شهرنشینی را نیز به دنبال داشت. در این دوره مفهوم شهر مجدداً ابداع شد و شهر ترکیبی بود از فعالیتهای کشاورزی، صنعتی و بازرگانی، در عین حال مقر دیوانی و حضور دولت نیز به شمار می‌آمد. 
در این دوره، جمع‌بندی ماهرانه از هنر، معماری و شهرسازی روزگاران کهن به گونه‌ای بود که خود سبک جدیدی را در این عرصه‌ها سبب گردید (حبیبی، 1374). 
سبک اصفهان، تحقق آرمانشهر دولت صفوی، شهر ـ قدرت، شهر ـ نمایش، شهر ـ بازار، شهرـ سرمایه و شهر ـ ایوان بود. علاوه بر اینها، شهر در مکتب اصفهان با منطقه تحت نفوذ ارتباط مستقیم و دو سویه داشت، از اینرو شهر ـ منطقه نیز بود. 
ویژگیهای کالبدی شهرهای مکتب اصفهان را می‌توان به اختصار به صورت زیر بیان کرد: 
یک محور جدید و وسیع شهری (چهارباغ) که تا این زمان در شهرسازی و شهر ایرانی سابقه نداشت طراحی شد. 
میدانی وسیع و گسترده با تعریفی روشن و صریح در شهرها ایجاد شد که در اطراف آن گرمابه، مسجد و مدرسه، خانقاه و مسجد، آب‌انبار و بازارچه و امثال آن، وجود داشت. 
برای اولین بار منطقه‌بندی شهری معنا پیدا کرد. 
مجموعه‌های شهری جدید در کنار شهرهای کهن به عنوان یک دستورالعمل در همه جا به کار گرفته شد و بدین طریق مهر و نشان مکتب اصفهان را بر شهرهای موجود وارد کرد. 
هر مجموعه زیستی (شهر یا روستا) از این پس دارای یک میدان یا مرکز ثقل شد و عناصر اصلی حکومتی و دیوانی، دینی و اقتصادی در کنار آن قرار گرفتند. 
طراحی مجموعه شهری و نه بنای منفرد معماری بنیان نهاده شد. 
شهرسازی مکتب اصفهان ویژگیهای دیگری را نیز همچون سلسله مراتب فضایی، تعادل و توازن، فضای انسانی و مردم‌وار، فقدان نقطه گریز، وحدت در عین کثرت و کثرت در عین وحدت و ویژگیهایی از این قبیل را دارا بود. (حبیبی، 1374)

## منبع
دانشنامه رشد.
کاخ